# Форум Траяна
Форум Траяна (лат. Forum Traiani) — хронологически последний из императорских форумов Рима, сконструированный архитектором Аполлодором из Дамаска.

## История
Форум был построен по приказу императора Траяна и был украшен трофеями, привезёнными после завоевания Дакии в 106 году. Согласно римскому альманаху Fasti Ostiensi, форум был открыт в 112 году, колонна Траяна в 113 году.
Для постройки такого огромного сооружения был необходим труд большого числа людей: рабочие срыли склоны Квиринала и Капитолийского холма, которые закрывали долину, занятую императорскими форумами в направлении Марсового поля. Возможно, что земляные работы были начаты ещё при императоре Домициане, но архитектурный проект целиком и полностью принадлежал Аполлодору из Дамаска, который также сопровождал императора Траяна в дакийской кампании.
Во время строительства форума в Риме были сооружены рынок Траяна, форум Цезаря (где была построена Серебряная базилика, лат. basilica Argentaria), а также отреставрирован храм Венеры-Прародительницы (лат. Venus Genetrix).

## Строение

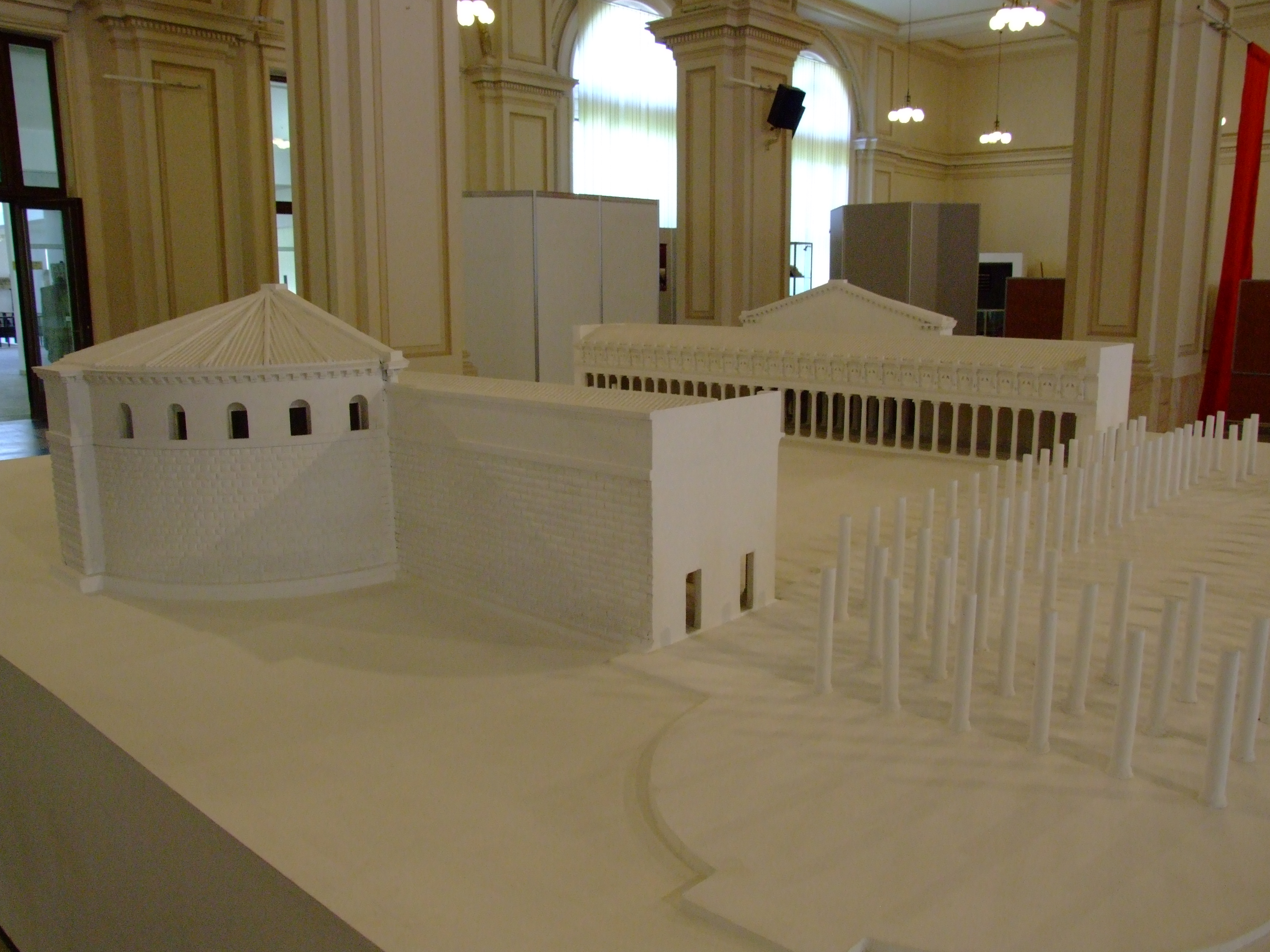
Модель форума Траяна

Форум представлял собой многочисленные крытые колоннады размером 200 на 120 метров с экседрами (полукруглыми глубокими нишами с местами для сидения вдоль стен) с двух сторон. Главный вход на форум на южной стороне, триумфальная арка увенчана колесницей, запряжённой шестёркой лошадей. Базилика Ульпия находится на северном конце колоннады, вымощенной белым мрамором и украшенной большой конной статуей Траяна.
К северу от базилики располагалась меньшая колоннада и храм, посвящённый божественному Траяну. Строго на севере от базилики Ульпия располагались две библиотеки, одна с латинскими документами, другая с греческими. Между двумя библиотеками стояла 38 метровая колонна Траяна.
В середине IV века император Констанций II во время посещения Рима был восхищён конной статуей Траяна и окружающими зданиями. Визит императора и здания форума были описаны древнеримским историком Аммианом Марцеллином.
До нашего времени сохранились только части рынков и колонна Траяна.